# 용가리 (영화)
《용가리》는 1999년에 개봉한 대한민국의 괴수 영화로, 심형래 감독이 제작하였다. 심형래 감독은 1967년에 개봉한 《대괴수 용가리》에서 아이디어를 얻어 《용가리》를 제작하였다. 총 제작비는 약 115억원이다.
한편, 1996년 《드래곤 투카》이후 심형래 감독이 해당 영화를 통해 극장용 영화 연출활동을 재개했지만 기대 이하의 성적에 그쳤으며 이 과정에서 심 감독은 월급을 압류당하고 수익금 분쟁소송에서 패하는 등 고초를 겪어야 했다.

## 용가리
《용가리》는 대한민국에 1999년 7월 17일 개봉하였다.

### 줄거리
캠벨 박사는 자기가 어떤 인물인지를 세상에 널리 알리고 화석을 이용하여 크게 돈벌이를 해보겠다는 야심에 부푼다. 그가 새로운 공룡 티라노사우루스의 50배에 가까운 엄청난 공룡 화석이 있는 지점에서 발굴작업을 하던 중 화석이던 용가리가 하늘에서 내리친 녹색광선을 맞고 거대한 괴물로 변하여 미국 로스앤젤레스의 도시 중심부로 날아가 파괴하기 시작한다. 이때 캠벨의 계략에 말려들어 2년 전에 실종되었던 휴즈 박사는 용가리가 외계의 생명체에게 조종당하고 있음을 깨닫는다. 또한 그들이 핵폭발 이후에 발생하는 방사능을 얻기 위해 지구에 무차별 공격을 감행한다는 사실을 알고 용가리를 저지하기 위하여 미국 공군사령부와 힘을 합친 후, 괴물 용가리가 핵발전소에 접근하고 있을 때 외계의 생명체로부터 조종받고 있던 용가리를 저지시킨다. 그러자 외계의 생명체는 용가리보다 훨씬 거대한 싸이커를 깨워 핵발전소를 공격하지만, 지구인의 갸륵한 희생정신에 감동받은 용가리가 오히려 싸이커를 막아낸다. 이리하여 용가리는 싸이커를 물리치고 위기에 싸인 지구를 구한 영웅으로 우뚝 선다.

## 출연

### 주연
- 해리슨 영 ... 닥터 웬델 휴즈 역
- 리처드 B. 리빙스톤 ... 닥터 캠벨 역

### 조연
- 도나 필립스 ... 홀리 데이비스 역
- 에릭 브라이언트 웰스 ... 캡틴 파커 역
- 브래드 서지 ... 버드 블랙 역
- 윌리 M. 픽켓 ... Lt. 오닐 역
- 댄 캐쉬먼 ... Lt. Gen. 조지 머독 역

## 기타
- 제작지휘: 오태형
- 조명: 조길수
- 미술: 오선교
- 특수효과: 정도안
- 특수효과: 이희경
- 마케팅부문: 이혁
- 무술팀: 이봉근

## 같이 보기
- 《대괴수 용가리》 (1967년)
- 《디워》 (2007년)